# Daikanyama
Daikanyama (jap. 代官山) lub Daikanyamachō (jap. 代官山町) – zamożna i modna część tokijskiej dzielnicy Shibuya. Dzięki ekskluzywnym butikom, kawiarniom i restauracjom stała się jednym z wiodących miejsc na brunch w Tokio. Okolica jest kompaktowa i łatwa do poruszania się, a wiele popularnych miejsc znajduje się w odległości 10 minut spacerem od stacji Daikan-yama.

## Nazwa
Krótko odnotowana nazwa miejsca „Daikanyama” pojawiła się po raz pierwszy w okresie Edo. Istnieją teorie, że nazwa pochodzi od lokalizacji rezydencji urzędnika Daikanyamy lub od górskich lasów zarządzanych przez Daikanyame, ale nie zachowała się żadna dokumentacja wskazująca na pochodzenie nazwy miejsca.

## Galeria

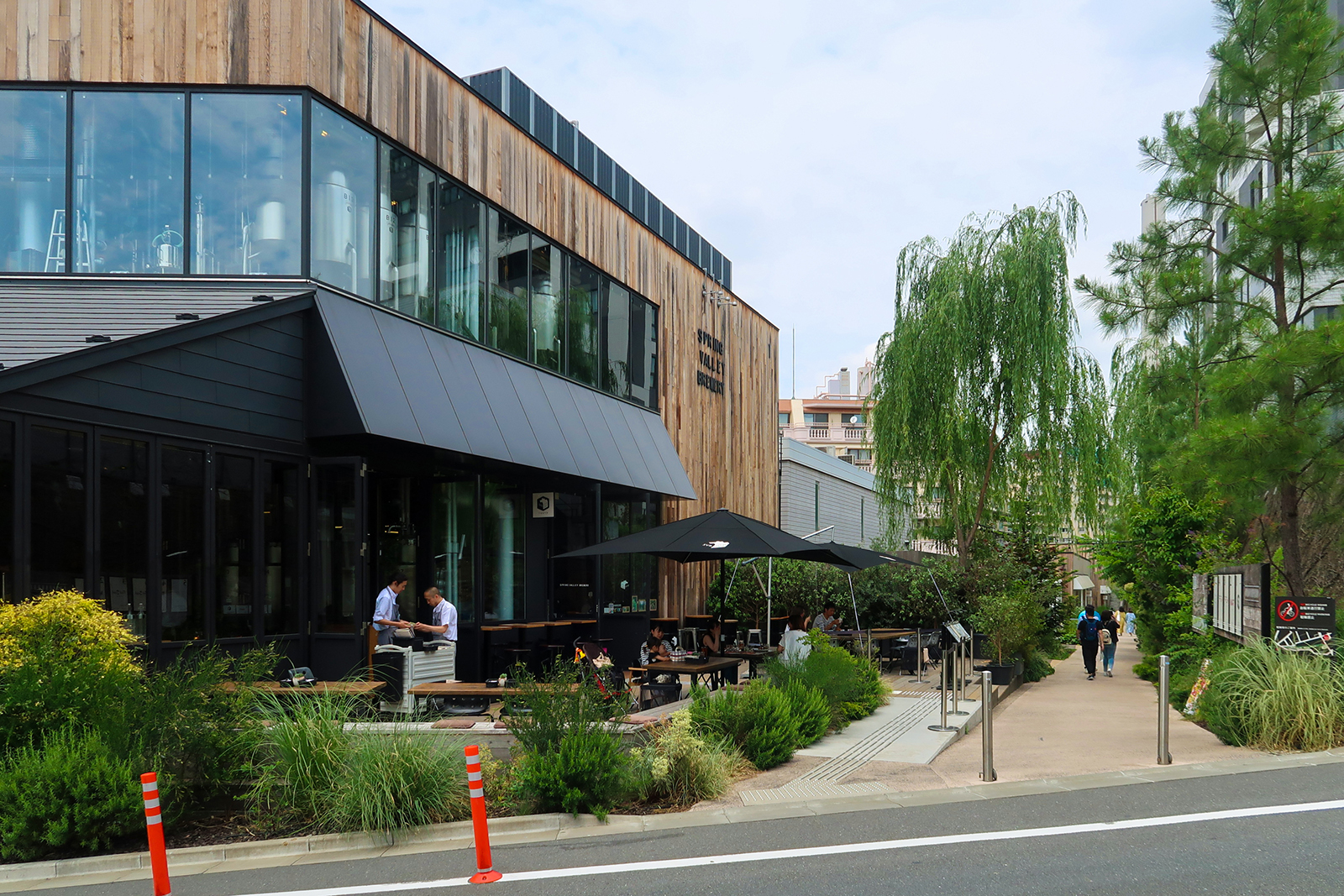
Kompleks handlowy Log Road Daikanyama
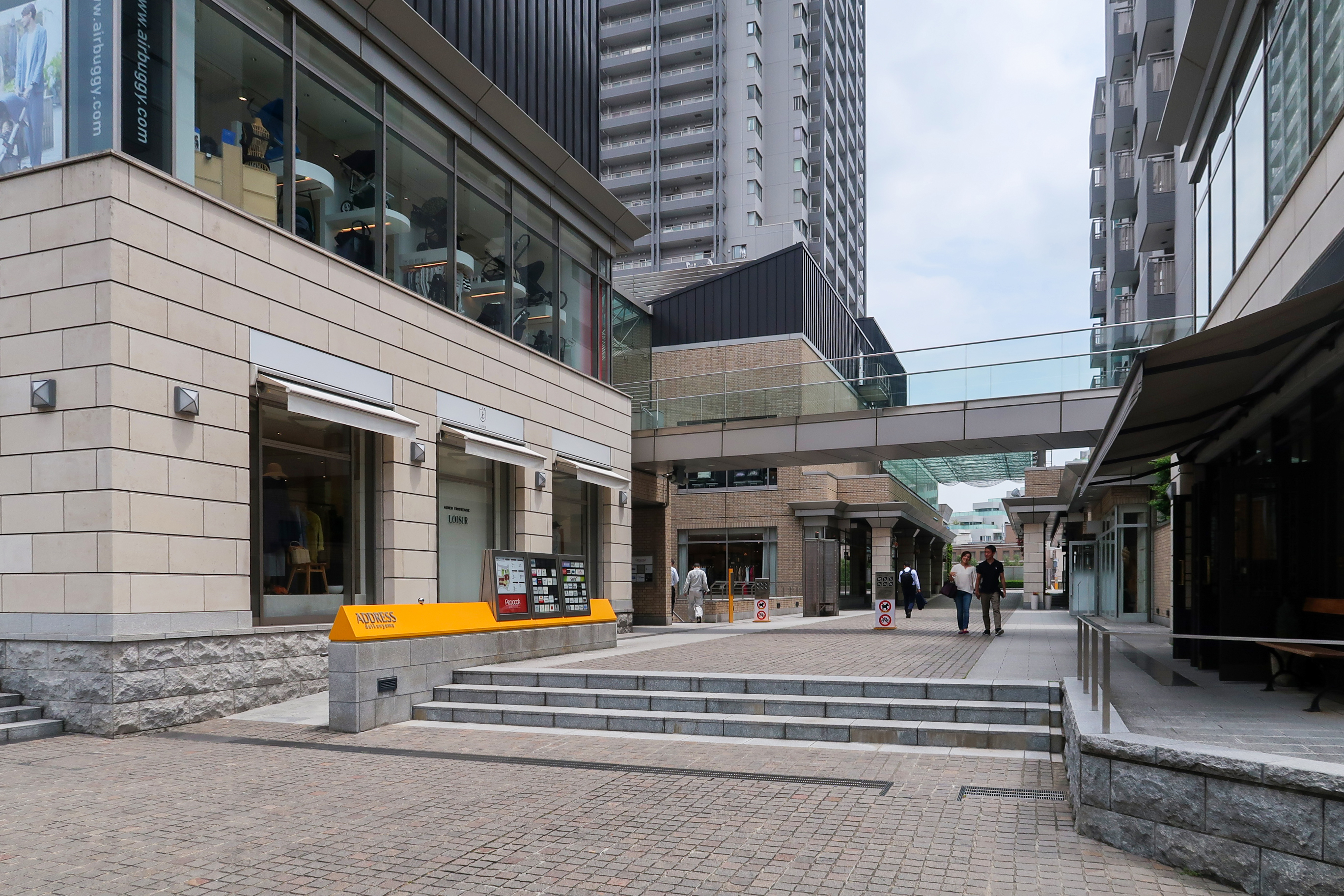
Kompleks handlowy Daikanyama Address dixsept
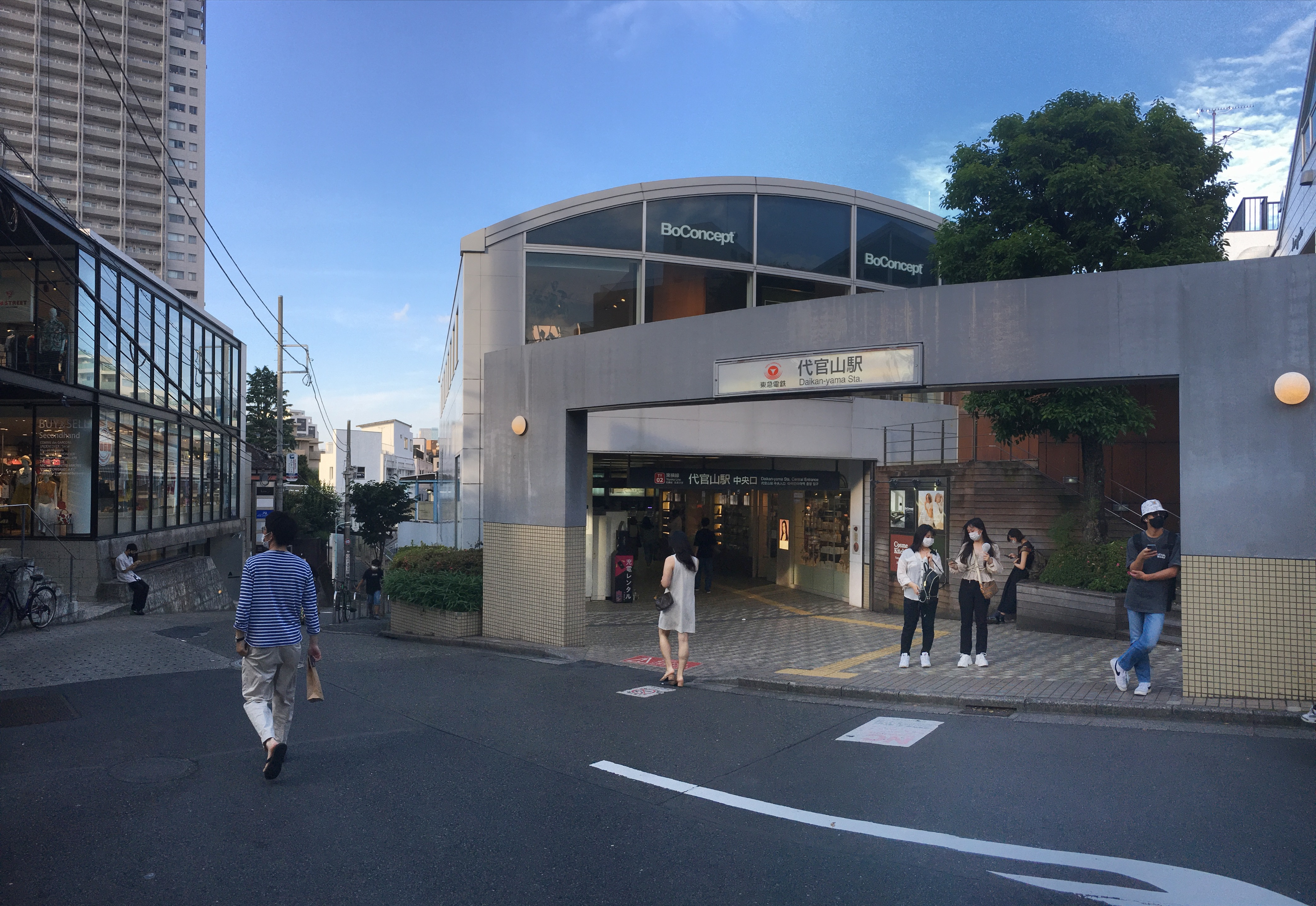
Główne wejście na stację Daikan-yama
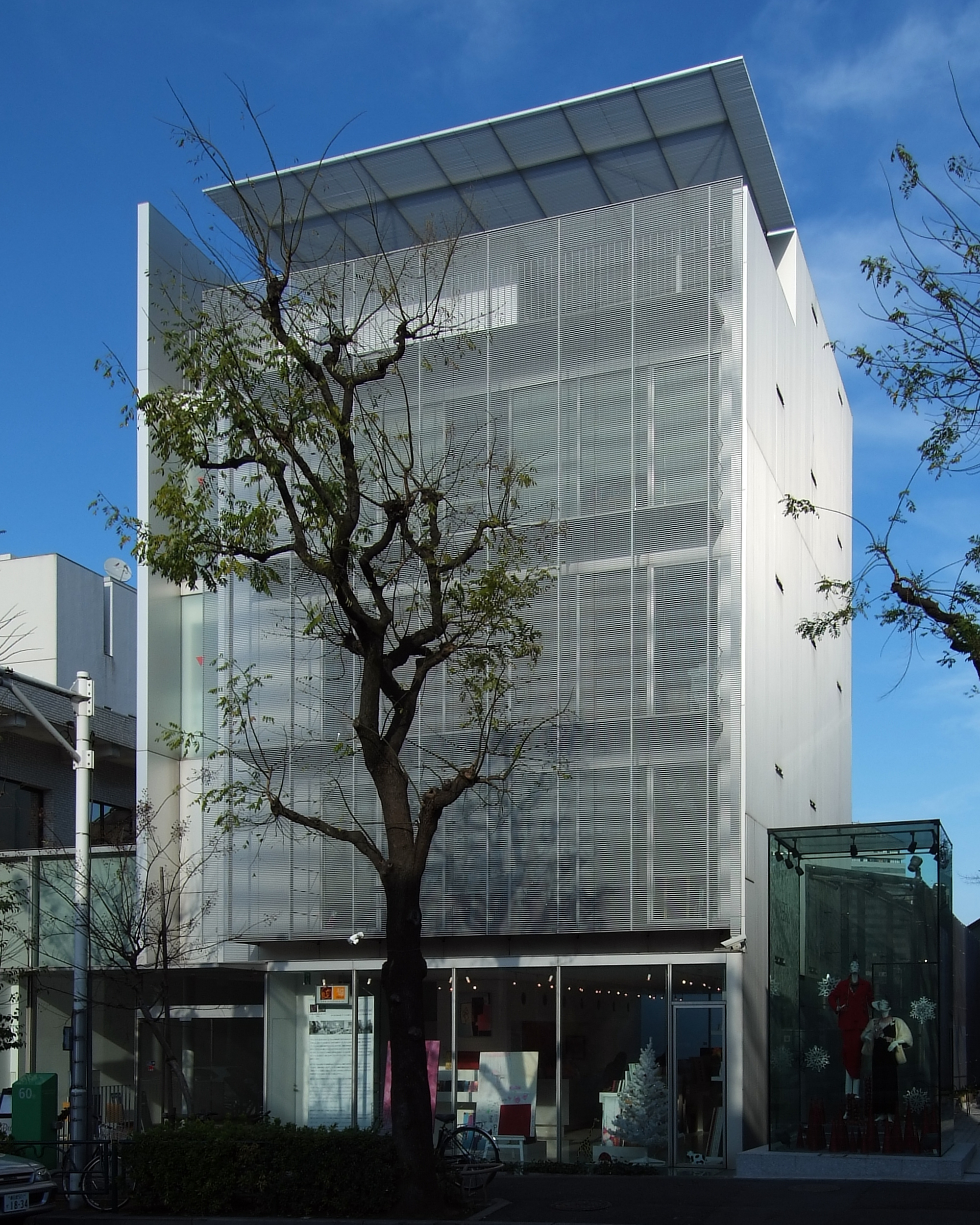
Kompleks Hillside West w Daikanyama, zaprojektowany przez Fumihiko Maki w 1998 roku
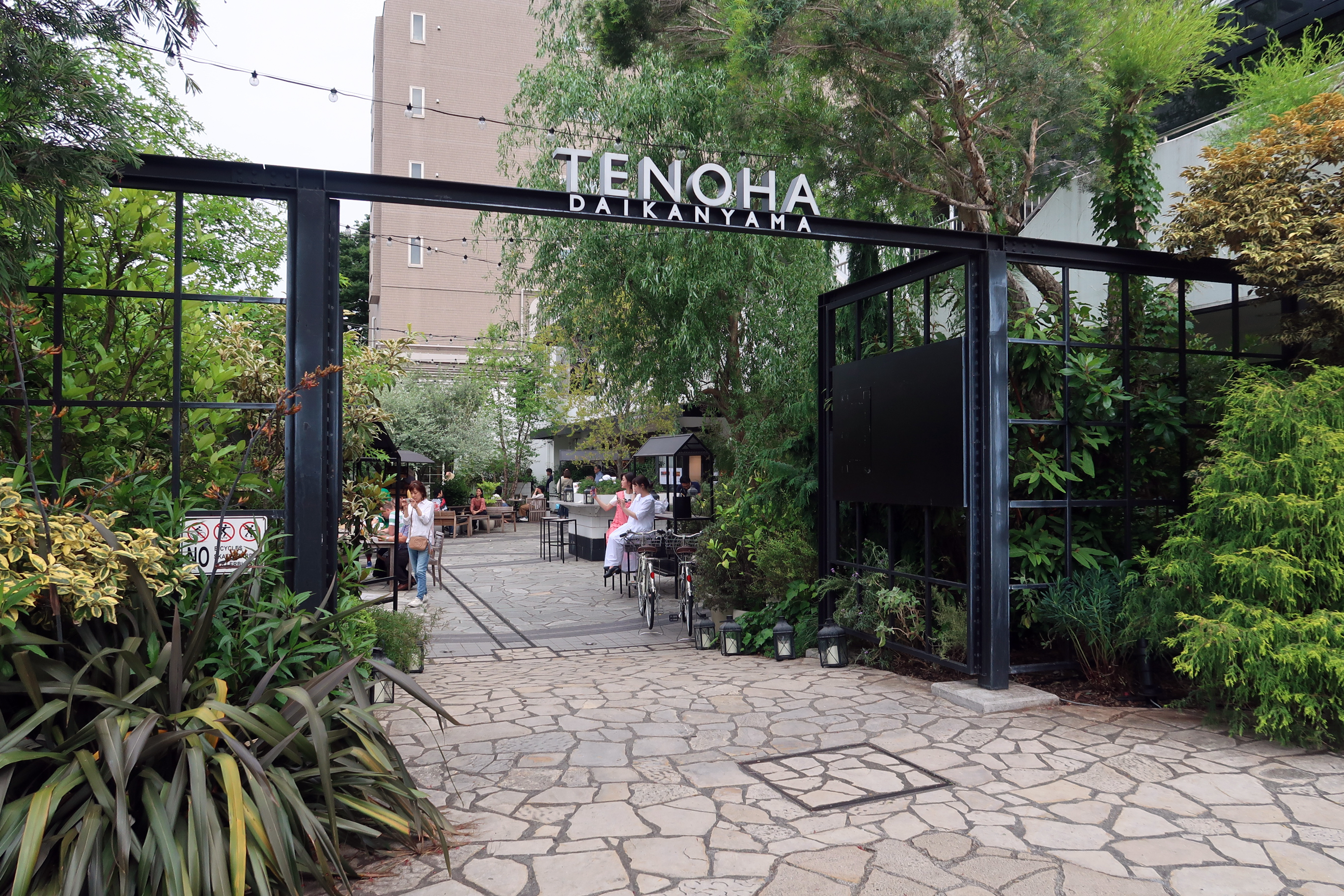
Tenoha Daikanyama kompleks sklepów i restauracji z dużą ilością miejsc do siedzenia na zewnątrz